# フラ・フラダンス
『フラ・フラダンス』は、2021年12月3日公開の日本のアニメーション映画。姉の後を追い、フラガールを仕事に選んだ主人公の新入社員の女性と、同期の仲間たち、そして彼女らを取り巻く人々の絆が描かれる。

## 製作
フジテレビが東日本大震災発生から10年となる2021年に、アニプレックス・イオンエンターテイメントと共同で被災3県（岩手県・宮城県・福島県）を舞台とするアニメ作品を発表する企画「ずっとおうえん。プロジェクト 2011＋10…」の一環として制作する作品。
『機動戦士ガンダム00』『鋼の錬金術師』などで知られる水島精二総監督のもと、監督として『劇場版アイカツスターズ!』『ガンダムビルドダイバーズ』の綿田慎也、脚本として『ヴァイオレット・エヴァーガーデン』『きみと、波にのれたら』の吉田玲子、キャラクターデザインとして『アイカツ!』『UN-GO』のやぐちひろこらが集結している。
福島県いわき市にあるリゾート施設「スパリゾートハワイアンズ」でフラガールとして働くことを決めた主人公の夏凪日羽と、その同期の仲間たちの成長を描く。
主人公の日羽を演じるのは、本作品がアニメ映画初主演となる福原遥で、オーディションで役を勝ち取った時は「本当に嬉しかった」と喜び、「熱い思いが届いて、少しでも元気に、笑顔になってもらえる作品になったら」と思いを語っている。
また、総監督を務める水島精二は、子供の頃に旧称の常磐ハワイアンセンターのCMを見て行きたいと憧れを抱いていたと明かすとともに、「ずっとやりたかったお仕事青春ストーリーを監督する事になった」と語っている。
製作に当たってはスパリゾートハワイアンズおよびいわき市の全面協力のもと、2年以上の取材からスパリゾートハワイアンズを細部まで映像で再現するほか、フラダンスのシーンを3DCGで制作するに当たり、現役のフラガールがモーションキャプチャーの収録に参加している。さらに夏凪日羽自体もいわき市の観光応援キャラクターとして展開、本作品を制作するバンダイナムコピクチャーズといわき観光共同キャンペーン実行委員会が共同プロデュースを行い、新人フラダンサーのデビュー日である2020年9月1日から日羽のTwitterアカウントを開設し、いわき市や福島県の情報やフラガールとしての奮闘記、フラに関する豆知識などの発信を行っている。また、いわき市やいわき商工会議所などが2021年1月に「フラ・フラダンスを応援する会」を発足させて広報活動やグッズの開発などを手がけるほか、同会会長でもある、制作発表時のいわき市長・清水敏男もハワイアンズの清掃員役で声優として出演している。

## プロモーション
2021年10月30日から11月8日に開催される第34回東京国際映画祭において、ジャパニーズ・アニメーション部門に出品、11月6日に先行上映された。
2021年11月18日には、本作に『アイカツ!』シリーズのスタッフが多く携わっている縁から、『アイカツ!』の星宮いちごが応援大使に就任するコラボレーションが行われ、同年12月2日には、フジテレビ系の朝の情報番組『めざましテレビ』内で放送されているショートアニメ『紙兎ロペ』とコラボ。福原遥、山田裕貴、ディーン・フジオカ演じるキャラクターが、タイトル「フラダンス」回に登場した。

## ストーリー
いわき市に住む夏凪日羽は高校卒業後の進路に悩んでいたが、ある時一枚のポスターを目にする。それはかつて姉の真理が勤めていたスパリゾートハワイアンズの新人フラガール募集告知。今は亡き真理もかつてフラガールとして踊っていたこともあり、その後を追うような形で応募、ダンス未経験ではあるものの採用されることになった。
日羽は同期となった鎌倉環奈、滝川蘭子、オハナ・カアイフエ、白沢しおんと共に舞踊学院でダンスの厳しい指導を受け奮闘するも、5人が個性的すぎるあまりなかなか足並みが揃わない。さらに初ステージでは日羽の衣装にハンガーが付いたままだったことからそれが元で失敗してしまい、動画サイトでは「残念すぎる新人の衝撃デビュー」とまで言われてしまっていた。
なかなか上手くいかず苦労する日羽たちだが、先輩社員の鈴懸涼太やマネージャーの平和人の励まし、先輩ダンサーの塩屋崎あやめの叱咤もあり、5人の成長に伴い絆とチームワークも育まれていく。その一方で日羽は涼太に淡い恋心を抱くのだが、真理の月命日に墓参りに行ったとき、先にいた涼太と偶然出会い、様々な事実を知ることになる。

## 登場人物
夏凪日羽（なつなぎ ひわ）
声 - 福原遥（幼少期：東山奈央）
本作の主人公。19歳。いわき市出身。フラガールだった姉・真理の後を追う形でスパリゾートハワイアンズに入社。
フラダンス未経験者だが、ステージデビューするべく奮闘の日々を送る。
鎌倉環奈（かまくら かんな）
声 - 美山加恋
日羽の同期。神奈川県出身。過去にフラ全国大会の優勝経験をもつ実力者で、ストイックな性格。
滝川蘭子（たきがわ らんこ）
声 - 富田望生
日羽の同期。秋田県出身。陽気な性格。力強い踊りが特徴で、メンバーのムードメーカー的存在。
オハナ・カアイフエ
声 - 前田佳織里
日羽の同期。出身のハワイで見たフラガールの公演がきっかけで来日した経緯をもつ。
白沢しおん（しろさわ しおん）
声 - 陶山恵実里
日羽の同期。山形県出身。踊ることを愛する一方で、うまく笑えないことに引け目がある。
平和人（たいら かずと）
声 - 山田裕貴
日羽たち新人フラガールのマネージャー。
鈴懸涼太（すずかけ りょうた）
声 - ディーン・フジオカ
日羽たちの憧れの的である先輩社員。
夏凪真理（なつなぎ まり）
声 - 早見沙織
日羽の姉。フラガールで「プアラ真理」としてステージに立っていた。
東日本大震災発生当日に命を落としており、その後日羽が持つハワイアンズのマスコット・CoCoネェさんのぬいぐるみに魂を宿した状態になっていた。
塩屋崎あやめ（しおやざき あやめ）
声 - 相沢梨紗
ダンシングチームのキャプテンで、ソロダンサーとして活躍する人気フラガール。真理とは同期で芸名を引き継ぎ「プアラあやめ」と名乗る。
カピリナなずな
声 - 上坂すみれ
ダンシングチームの副キャプテンを務める先輩フラガール。
日羽の両親
声 - 三木眞一郎（父）、中村繪里子（母）
いわき市内で美容室「おしゃれサロンなつなぎ」を経営している。
小松菜子（こまつ なこ）
声 - 奥野香耶
日羽の親友。高校卒業後、浪人生として予備校に通っている。
七草せり（ななくさ せり）
声 - 本泉莉奈
日羽の親友。高校卒業後、美容師になるため専門学校に通っている。
コージ・レックス
声 - 木村昴
ファイヤーナイフダンシングチームのリーダー。
マカナ大野（マカナ おおの）
声 - 根谷美智子
常磐音楽舞踊学院のダンス講師。
早坂先生（はやさかせんせい）
声 - 高島雅羅
常磐音楽舞踊学院のベテラン教師。
環奈の母
声 - 甲斐田裕子
環奈の後輩
声 - 各務華梨、松永あかね、小野早稀、綾乃あゆみ、海乃るり、天城サリー
社長 / 学園長
声 - てらそままさき
司会者女性
声 - 富田美憂
会場アナウンス
声 - 大地葉
「おしゃれサロンなつなぎ」のお客さん
声 - 枝元萌
ライブスタッフ
声 - 保住有哉
タクシー運転手
声 - 吉富英治
舞台監督
声 - 山橋正臣
清水清掃員
声 - 清水敏男
いついろディライト!!
劇中に登場する女性アイドルグループ。井戸沢好子（愛称：すーちゃん、イメージカラー：黄、声：福原遥）、関場理佳（愛称：リーダー、イメージカラー：青、声：美山加恋）、雪割萌（愛称：きゅん、イメージカラー：緑、声：富田望生）、見頃舞香（愛称：まいまい、イメージカラー：桃、声：前田佳織里）、昭代エミリ（愛称：エミリー、イメージカラー：赤、声：陶山恵実里）の5人で構成されており、各メンバーの声優はメインキャスト5人が兼ね役で担当している。

## スタッフ
- 総監督 - 水島精二[9]
- 監督 - 綿田慎也[9]
- 脚本 - 吉田玲子[9]
- キャラクターデザイン・総作画監督 - やぐちひろこ[9]
- 美術監督 - 日野香諸里[9]
- 色彩設計 - 大塚眞純[9]
- 撮影監督 - 大神洋一[9]
- 編集 - 坂本久美子[9]
- 音響監督 - 木村絵理子[9]
- 音楽 - 大島ミチル[9]
- チーフプロデューサー - 高瀬透子[21]
- プロデューサー - 大島和樹、岩崎紀子、伊藤貴憲[21]
- 配給 - アニプレックス[9]
- 制作 - BN Pictures[9]
- 製作 - おしゃれサロンなつなぎ（フジテレビジョン、アニプレックス、バンダイナムコピクチャーズ、KADOKAWA、BSフジ、イオンエンターテイメント）

## 主題歌
「サンフラワー」
フィロソフィーのダンスによる主題歌。作詞はいしわたり淳治、作曲はHiddieと宇野水木、編曲はSosaku SasakiとHiddie。
「ありがとFOR YOU」
いついろディライト!!による挿入歌。作詞・作編曲は玉屋2060% (Wienners)。
「Holiday」
環みちるによる挿入歌。作詞は水島精二、作編曲は大島ミチル。
また、劇中でのダンスシーンにおいて、実際にスパリゾートハワイアンズで用いられているフラ関連の楽曲が使われている。「HULA GIRL NIJI WO」以外はグシミヤギヒデユキの編曲による。
「Ka Ua Loku」
劇中では小池春香によるカバーバージョンを使用。
「Henehene Kou Aka（Your Laughter）」
劇中では高岡秀行によるカバーバージョンを使用。
「CoCoフラ〜幸せはCoCoよ〜」
劇中では小池春香によるカバーバージョンを使用。
「アイナふくしま」
劇中では小池春香によるカバーバージョンを使用。
「HULA GIRL NIJI WO」
ジェイク・シマブクロの作詞・作曲による楽曲。

## メディアミックス
『月刊コミックアライブ』（KADOKAWA）2021年3月号より12月号までコミカライズが連載された。作画は志藤ミネ。また、同年10月・11月には八坂圭によるノベライズが刊行された。いずれも、おしゃれサロンなつなぎが協力としてクレジットされる。

### 書誌情報
- 八坂圭（文）、おしゃれサロンなつなぎ（協力） 『フラ・フラダンス』 KADOKAWA〈角川文庫〉、2021年10月21日発売[24]、ISBN 978-4-04-111281-6
- 八坂圭（文）、永地（挿絵）、おしゃれサロンなつなぎ（監修・協力） 『フラ・フラダンス』 KADOKAWA〈角川つばさ文庫〉、2021年11月10日発売[25]、ISBN 978-4-04-632088-9
- 志藤ミネ（作画）、おしゃれサロンなつなぎ（監修・協力） 『フラ・フラダンス』 KADOKAWA〈MFコミックス アライブシリーズ〉、全2巻
  1. 2021年11月22日発売[26]、ISBN 978-4-04-680867-7
  2. 2021年11月22日発売[27]、ISBN 978-4-04-680868-4

## 受賞
- 第31回日本映画批評家大賞アニメーション作品賞[28][29]